# Pretty Cure Max Heart
Pretty Cure Max Heart (ふたりはプリキュア ＭａｘＨｅａｒｔ?, Futari wa Purikyua Makkusu Hāto, Futari wa Pretty Cure Max Heart, lett. "Noi due siamo le Pretty Cure Max Heart") è la seconda serie anime del franchise di Pretty Cure, sequel della precedente, creata da Izumi Tōdō e prodotta dalla Toei Animation. Trasmessa in Giappone su TV Asahi dal 6 febbraio 2005 al 29 gennaio 2006, in Italia la serie è stata acquistata dalla Rai, che l'ha mandata in onda su Rai 2 dal 4 maggio al 30 luglio 2007.
Pretty Cure Max Heart è preceduta da Pretty Cure e seguita da Pretty Cure Splash☆Star.

## Trama
La Regina della Luce, colpita da un raggio di energia oscura, torna alla sua forma originaria, dividendosi in tre parti: la vita, il cuore (ovvero il Trono della Regina) e i dodici Cuori Magici, che rappresentano le sue aspirazioni.
Nagisa e Honoka si trasformano così nuovamente nelle Pretty Cure per ritrovare tutte le parti della Regina e per evitare che Re Jaaku venga risvegliato. A loro si unisce Hikari Kujo, che si trasforma in Shiny Luminous, ovvero la vita stessa della Regina della Luce.

## Personaggi
Oltre a quelli della serie precedente, in Max Heart si aggiungono nuovi personaggi.

### Pretty Cure
Hikari Kujo (九条 ひかり?, Kujō Hikari) / Shiny Luminous (シャイニールミナス?, Shainī Ruminasu)
Doppiata da: Rie Tanaka (ed. giapponese), Letizia Scifoni (ed. italiana)
Nata il 9 settembre, ha 13 anni e il suo gruppo sanguigno è AB. È una ragazza spaesata e senza ricordi che non conosce nulla del mondo che la circonda, e vaga per la città senza meta. Viene rivelato che in lei è racchiusa la vita della Regina della Luce e quest'ultima l'ha scelta come sua ospite. Per far in modo che Hikari abbia qualcuno che le voglia bene non avendo alcun famigliare, la Regina induce Akane a credere, quando la incontra, che la ragazza sia sua cugina, offrendole un lavoro al Tako Café e ospitandola a casa sua; successivamente, Hikari inizia a frequentare la prima media alla Verone nella classe pesca, dove fa amicizia con le sue compagne Nao e Miu. Nonostante sia felice della sua vita, si chiede sempre quale sia il suo scopo e perché non può essere una ragazza normale come le altre. Gentile, tranquilla e lenta all'ira, è intelligente ed è una brava studentessa. Dopo aver scoperto la vera identità delle Pretty Cure, per aiutarle si trasforma in Shiny Luminous, il cui partner è Pollun; è molto affezionata anche a Lulun. Non ha una grande forza combattiva, ma può potenziare Cure Black e Cure White, e riesce a sentire la presenza del bambino della villa. Con il proseguire della serie viene rivelato che, poiché rappresenta la vita della Regina della Luce, è destinata a scomparire quando la sovrana tornerà a essere un corpo solo; tuttavia, alla fine si scopre che la Regina e Hikari possono coesistere separatamente, permettendo alla ragazza di vivere sulla Terra.

### Quattro Guardiani
Fanno parte dell'esercito delle tenebre di Dotsuku e hanno come obiettivo riportare in vita Re Jaaku. A questo scopo, tengono sotto la loro protezione un bambino e ce l'hanno con Shiny Luminous. Dalla serie precedente ritornano i due Zakenna maggiordomi, che hanno il ruolo di spalla comica.
Circulus (サーキュラス?, Sākyurasu)
Doppiato da: Hitoshi Bifu (ed. giapponese), Alberto Angrisano (ed. italiana)
È il capo del gruppo dei Quattro Guardiani quando non c'è Valdes, ed è spesso in contrasto con Uraganos. In grado di sprigionare una luce blu, è molto preoccupato per il bambino della villa e combatte contro le Pretty Cure per proteggerlo e impedire che la Regina, considerata la più grande minaccia, torni in vita. Vuole catturare Shiny Luminous perché vuole interrogarla e ottenere delle risposte su quello che sta succedendo: è, infatti, interessato a capire come funziona il meccanismo della rinascita della Regina. Durante la battaglia finale, si suicida con Uraganos e Biblis pur di distruggere Cure Black e Cure White, non riuscendoci tuttavia.
Uraganos (ウラガノス?, Uraganosu)
Doppiato da: Wataru Takagi (ed. giapponese), Paolo Marchese (ed. italiana)
Gigante enorme dalla pelle rossa, è goffo e goloso, tonto e irruente, e tende a distruggere le cose a causa delle sue dimensioni e della sua forza spropositata. Tuttavia, nonostante la mole, è molto veloce. Odia Shiny Luminous e non ascolta mai Circulus. Si preoccupa molto per il bambino della villa e cerca sempre di proteggerlo. È in grado di evocare una luce arancione, che lo rende ancora più forte. Durante la battaglia finale, si suicida con Circulus e Biblis pur di distruggere Cure Black e Cure White, non riuscendoci tuttavia.
Biblis (ビブリス?, Biburisu)
Doppiata da: Ai Kobayashi (ed. giapponese), Sabrina Duranti (ed. italiana)
Unica donna del gruppo, è la più seria, ma è anche scorbutica, violenta, crudele e molto sicura di sé. Si scontra spesso con Uraganos e Circulus quando la contraddicono, ed è molto intimidatoria; è anche impaziente quando qualcosa non va secondo i suoi piani. A volte divina le carte ed è in grado di evocare una luce rossa per potenziarsi. È molto preoccupata dal fatto che il bambino della villa non cresca e ne adduce la colpa a Shiny Luminous. Durante la battaglia finale, si suicida con Circulus e Uraganos pur di distruggere Cure Black e Cure White, non riuscendoci tuttavia.
Valdes (バルデス?, Barudesu)
Doppiato da: Ken'ichi Ono (ed. giapponese), Ambrogio Colombo (ed. italiana)
È il più forte dei Quattro Guardiani e può respingere qualsiasi attacco delle Pretty Cure e di Shiny Luminous. È in grado di scatenare raffiche di vento. Quando vede per la prima volta Shiny Luminous, capisce immediatamente, primo tra i Quattro Guardiani, che lei è la vita della Regina; inoltre, è il più informato sulla rinascita di quest'ultima. Ha il compito di far crescere il bambino della villa fino alla rinascita di Re Jaaku. Si scopre, però, che in realtà è proprio Valdes il sovrano di Dotsuku: il bambino come ospite è stato, infatti, solo parte del suo piano che gli è servito per poter avvicinare indisturbato Hikari e drenarle l'energia per tornare al pieno potere. Viene alla fine distrutto dalle Pretty Cure e Shiny Luminous coi poteri di Regina della Luce.
Bambino della villa (洋館の少年?, Yōkan no shōnen)
Doppiato da: Haruhi Terada (ed. giapponese), Manuel Meli (ed. italiana)
È un bambino tenuto in custodia dai Quattro Guardiani perché porta dentro di sé la vita di Re Jaaku, che l'ha scelto come corpo ospite in attesa della rinascita; per questo, è chiamato Guardiano delle Tenebre. Pur essendo legato all'oscuro, è un normale bambino a cui piace molto giocare, e lo fa in compagnia dei due Zakenna maggiordomi. Mano a mano comincia a sentire il desiderio di uscire, complice l'attrazione tra luce e tenebra, dalla villa nella quale è tenuto rinchiuso e per questo molte volte scappa per andare in esplorazione e conoscere il mondo esterno. Tutte le volte che s'incontrano, lui e Hikari svengono poiché rappresentano uno il potere del buio e l'altra il potere della luce. Viene sacrificato dai Quattro Guardiani per far risorgere Re Jaaku, ma la Regina della Luce lo riporta in vita dopo la sconfitta definitiva di Dotsuku, e Akane lo presenta a Nagisa e Honoka come il fratello minore di Hikari, Hikaru Kujo (九条 ひかる?, Kujō Hikaru).

### Giardino della Luce
Lulun (ルルン?, Rurun)
Doppiata da: Asuka Tanii (ed. giapponese), Michela Alborghetti (ed. italiana)
È una creatura del Giardino della Luce ed è soprannominata "la principessa che domina il futuro". Arriva sulla Terra per cercare Pollun, che considera suo fratello maggiore e che annoia tutto il giorno; se qualcuno li separa, piange. Nonostante sia una piagnucolona, quando le Pretty Cure hanno bisogno di una mano aiuta volentieri. Finisce le frasi con l'intercalare "lulu" (「ルル」?, "ruru"). Inizialmente fifona, alla fine diventa più coraggiosa. Vede Hikari come una madre e ne diventa partner, al fianco di Pollun, quando con la forza dei Cuori Magici, crea una nuova pietra per il fiocco di Shiny Luminous.

#### Cuori Magici
I Cuori Magici (ハーティエル?, Hātieru, Heartiel) rappresentano le dodici aspirazioni della Regina e sono una delle tre forme in cui essa si divide. Sono sparsi nel mondo e una volta recuperati entrano a riposare nel Trono della Regina, nel quale è contenuto il Cuore, la seconda parte in cui essa si divide, sotto forma di sfere.
Seekun (シークン?, Shīkun)
Doppiata da: Ai Nagano (ed. giapponese), Eva Padoan (ed. italiana)
Il primo Cuore Magico, rappresenta la Ricerca, la curiosità della Regina di scoprire cose nuove. Essendo l'ultimo Cuore Magico a dover entrare nel Trono della Regina, accoglie tutti i Cuori Magici successivi. Fa molte domande e, quando le Pretty Cure hanno bisogno dell'aiuto di un Cuore Magico, è lei a chiamarlo fuori dal Trono. Compare nell'episodio 1, il suo simbolo è il telescopio e il suo colore l'arancione.
Pation (パション?, Pashiyon)
Doppiato da: Kokoro Kikuchi (ed. giapponese), Joy Saltarelli (ed. italiana)
Il secondo Cuore Magico, rappresenta la Passione, l'impegno che si mette nel fare le cose. Fa amicizia con un piccione bianco, che diventa suo fedele compagno e atterra sempre sulla testa di Nagisa. È determinato e sente il dolore provato dalle altre persone. Compare nell'episodio 6, il suo simbolo è la torcia e il suo colore il rosso.
Harmonin (ハーモニン?, Hāmonin)
Doppiata da: Eri Sendai (ed. giapponese), Giulia Tarquini (ed. italiana)
Il terzo Cuore Magico, rappresenta l'Armonia. Viaggia in uno scrigno volante. Compare nell'episodio 9, il suo simbolo è lo scrigno e il suo colore il verde erba.
Pyuan (ピュアン?, Pyuan)
Doppiata da: Rika Komatsu (ed. giapponese), Eleonora Reti (ed. italiana)
Il quarto Cuore Magico, rappresenta la Purezza. Si commuove quando incontra qualcuno buono, sensibile e generoso, e le piace contemplarlo. Compare nell'episodio 13, il suo simbolo è il fiocco di neve e il suo colore il rosa.
Intellijen (インテリジェン?, Interijen)
Doppiata da: Mayuko Kobayashi (ed. giapponese), Deborah Ciccorelli (ed. italiana)
Il quinto Cuore Magico, rappresenta l'Intelligenza. È seria e intelligente, ma polemica. È attratta dalla conoscenza e dal sapere e per questo apprezza molto Honoka e ignora Nagisa, ma poi si ricrede e capisce che anche quest'ultima ha il suo potenziale. Aiuta le Pretty Cure a ottenere il Bracciale di Scintille. Le è stato affidato il Libro della Saggezza, che contiene tutti gli insegnamenti tramandati dal Giardino della Luce. Compare nell'episodio 16, il suo simbolo è il libro e il suo colore il melanzana.
Wishun (ウィシュン?, Uishun)
Doppiata da: Yukiko Hanioka (ed. giapponese), Michela Alborghetti (ep. 20) / Eva Padoan (ed. italiana)
Il sesto Cuore Magico, rappresenta la Verità. Di natura timida, parla nervosamente e riesce a percepire, seppur non con chiarezza, gli eventi futuri. Compare nell'episodio 20, il suo simbolo è lo specchio e il suo colore il rosso cardinale.
Hopun (ホープン?, Hōpun)
Doppiato da: Yusuke Numata (ed. giapponese), Leonardo Graziano (ed. italiana)
Il settimo Cuore Magico, rappresenta la Speranza. Adora il divertimento e l'ottimismo; è attratto da chi pensa positivo e incoraggia a non abbattersi mai. Compare nell'episodio 25, il suo simbolo è il rotolo di pergamena e il suo colore l'ambra.
Braven (ブレイブン?, Bureibun)
Doppiata da: Mari Adachi (ed. giapponese), Milvia Bonacini (ed. italiana)
L'ottavo Cuore Magico, rappresenta il Coraggio. Ama le persone d'azione. Compare nell'episodio 31, il suo simbolo è la corona e il suo colore il turchese.
Prosun (プロスン?, Purosun)
Doppiato da: Masato Amada (ed. giapponese), Luigi Ferraro (ed. italiana)
Il nono Cuore Magico, rappresenta la Prosperità. Molto goloso e grasso, mangia principalmente frutta. Compare nell'episodio 34, il suo simbolo è la pera e il suo colore il celeste.
Happinen (ハピネン?, Hapinen)
Doppiato da: Sawa Ishige (ed. giapponese), ? (ed. italiana)
Il decimo Cuore Magico, rappresenta la Felicità. Vorrebbe rendere tutti felici. Compare nell'episodio 37, il suo simbolo è la campana e il suo colore il verde chiaro.
Lovelun (ラブラン?, Raburan)
Doppiata da: Oma Ichimura (ed. giapponese), Paola Valentini (ed. italiana)
L'undicesimo Cuore Magico, rappresenta l'Amore. Adora le scene romantiche e avverte l'amore nell'aria. Compare nell'episodio 41, il suo simbolo è l'anello e il suo colore è il blu.
Eternalun (エターナルン?, Etānarun)
Doppiato da: Fumie Mizusawa (ed. giapponese), ? (ed. italiana)
Il dodicesimo e ultimo Cuore Magico, rappresenta l'Eternità. Compare nell'episodio 45, il suo simbolo è l'orologio e il suo colore è il viola.

### Altri personaggi
Nao Tabata (多幡 奈緒?, Tabata Nao)
Doppiata da: Kokoro Kikuchi (ed. giapponese), Veronica Puccio (ed. italiana)
Compagna di classe di Hikari, gioca a basket, sport che ama fin dalle elementari. Ammira molto Nagisa e vorrebbe diventare come lei. È una fan dell'attore coreano Yong-sama ed è la migliore amica di Miu, con la quale imita sempre Nagisa e Honoka.
Miu Kagayama (加賀山 美羽?, Kagayama Miu)
Doppiata da: Fumie Mizusawa (ed. giapponese), Benedetta Gravina (ed. italiana)
Compagna di classe di Hikari, è romantica e sognatrice. Al contrario della sua migliore amica Nao, è completamente negata per gli sport. Ammira molto Honoka e vorrebbe diventare come lei. È una fan dell'attore Brad Putt.
Megumi (メグミ?, Megumi)
Doppiata da: Yōko Nishino (ed. giapponese), Monica Bertolotti (ed. italiana)
Gioca a lacrosse nella squadra di Nagisa e il suo numero di maglia è il 9. Durante il gioco tiene i capelli legati. Ha alcune divergenze con Maki, che poi, però, si risolvono.
Maki (マキ?, Maki)
Doppiata da: Haruhi Terada (ed. giapponese), Sara Di Gregorio (ed. italiana)
È una nuova ragazza che si unisce alla squadra di lacrosse e il suo numero di maglia è il 47. Frequenta la seconda media e ha un carattere insicuro. Le viene in seguito affidato il ruolo di capitano della squadra di lacrosse al posto di Nagisa, che si diploma, ma non ha molta fiducia in sé; tuttavia, grazie al sostegno di Nagisa, riesce a superare le sue insicurezze.
Nonomiya (野々宮?, Nonomiya)
Doppiata da: Haruhi Terada (ed. giapponese), Gemma Donati (ed. italiana)
Fa parte del club di scienze e un giorno viene sgridata da Honoka per aver urtato e fatto cadere una provetta contenente un esperimento mentre chiacchierava con le amiche. Dopo questo episodio decide di lasciare il club, ma grazie a Yuriko cambia idea e fa pace con Honoka.
Sayuri Nagai (永井 さゆり?, Nagai Sayuri)
Doppiata da: Ryōko Ono (ed. giapponese), Milvia Bonacini (ed. italiana)
Membro del club di scienze, verso la fine della serie ne diventa il presidente al posto di Honoka, che si diploma. Indossa gli occhiali e porta i capelli castani raccolti in una coda.
Katsuko Nagasawa (永沢 勝子?, Nagasawa Katsuko)
Doppiata da: Fumiko Orikasa (ed. giapponese), Claudia Pittelli (ed. italiana)
È il capitano della squadra femminile di lacrosse della scuola Otagaku. Con una personalità seria e rigorosa, pretende sempre il massimo dalla sua squadra ed è precisa e attenta ad ogni particolare. In occasione della finale del torneo contro la squadra della Verone, incontra Nagisa e insieme si scambiano pensieri ed esperienze sullo sport che praticano. Prima di diventare capitano, è stata una riserva in panchina per un anno. Ammira Nagisa, riconoscendole di essere brava e stimata da tutti perché gioca per divertimento e non per vincere a tutti i costi, e proprio a lei deve il merito di averle ricordato quanto ami il lacrosse.

## Oggetti magici
Heartful Commune (ハートフルコミューン?, Hātofuru Komyūn)
È il nuovo telefono cellulare in cui si trasformano Mipple e Mepple, usato da Nagisa e Honoka per trasformarsi. Le carte sono a forma di cuore.
Touch Commune (タッチコミューン?, Tatchi Komyūn)
È il nuovo contenitore in cui si trasforma Pollun, che Hikari usa per trasformarsi.
Heartiel Baton (ハーティエルバトン?, Hātieru Baton)
È l'arma di Shiny Luminous e ha la forma di un cuore.
Trono della Regina (クイーンチェアレクト?, Kuīn Chearekuto, Queen Chairect)
È un oggetto che rappresenta il trono della Regina della Luce. Al suo interno è contenuto il Cuore della Regina nel quale, una volta recuperati, riposano i Cuori Magici sotto forma di sfere. Il trono è considerato da quest'ultimi un porto sicuro.
Bracciale di Scintille (スパークルブレス?, Supākuru Buresu, Sparkle Braces)
È il nuovo bracciale delle Pretty Cure e dona alle guerriere il potere della speranza.
Miracle Commune (ミラクルコミューン?, Mirakuru Komyūn)
È il contenitore in cui si trasforma Lulun.
Heartiel Brooch (ハーティエルブローチェ?, Hātieru Burōche)
È una spilla a forma di cuore fissata sul fiocco del costume di Shiny Luminous. Le viene donata da Lulun, che la crea utilizzando il potere dei Cuori Magici. Permette di sprigionare una barriera di protezione.

## Trasformazioni e attacchi

### Cure Black & Cure White
- Trasformazione: Nagisa e Honoka inseriscono la Carta della Regina nella fessura del Heartful Commune, si prendono per mano e vengono avvolte da un'enorme bolla arcobaleno, nella quale avviene la trasformazione, e, diventate Cure Black e Cure White, si presentano al nemico.

[Black] 光の使者、キュアブラック！ (Emissaria della Luce, Cure Black!)

[White] 光の使者、キュアホワイト！ (Emissaria della Luce, Cure White!)

[Insieme] ふたりはプリキュア！ (Noi due siamo le Pretty Cure!)

[White] 闇の力のしもべ達よ！ (Servi delle forze delle tenebre,)

[Black] Io sono Cure Black, la protettrice della Luce!

[White] Io sono Cure White, la protettrice della Luce!

[Insieme] Siamo le Pretty Cure!

[White] Soldato dell'esercito delle tenebre,

- Doppio Vortice (Vortice) (マーブル・スクリュー・マックス?, Māburu Sukuryū Makkusu, Marble Screw Max): è l'attacco di Cure Black e Cure White. Le Pretty Cure invocano il Fulmine Nero e il Fulmine Bianco e li combinano in un vortice che spazza via il nemico. La sua forza dipende da quanto forte si tengono per mano.

[White] ホワイトサンダー！ (White Thunder!)

[White] プリキュアの美しき魂が！ (Le splendide anime delle Pretty Cure…)

[Black] 邪悪な心を打ち砕く！ (Distruggeranno i cuori malvagi!)

[White] Gran Fulmine Bianco!

[White] Questa è la forza benefica delle Pretty Cure…

[Black] Per combattere le forze delle tenebre!

- Doppio Vortice (Esplosione) (マーブル・スクリュー・マックス・スパーク?, Māburu Sukuryū Makkusu Supāku, Marble Screw Max Spark): è l'attacco di Cure Black e Cure White che scaturisce dai due Bracciali di Scintille ricevuti nell'episodio 23. Le Pretty Cure invocano il Fulmine Nero e il Fulmine Bianco e li combinano in un vortice che spazza via il nemico, diventando arcobaleno.

[Black] 私たちの手の中に⋯ 希望の力を (Nelle nostre mani… il potere della speranza.)

[Black] ブラックサンダー！ (Black Thunder!)

[White] ホワイトサンダー！ (White Thunder!)

[White] プリキュアの美しき魂が！ (Le splendide anime delle Pretty Cure…)

[Black] 邪悪な心を打ち砕く！ (Distruggeranno i cuori malvagi!)

[Black] e di mettere il potere della speranza nelle nostre mani. Ti prego, ascoltaci!

[Black] Gran Fulmine Nero!

[White] Gran Fulmine Bianco!

[White] Questa è la forza benefica delle Pretty Cure…

[Black] Per combattere le forze delle tenebre!

### Shiny Luminous
- Trasformazione: Hikari passa una mano sopra il Touch Commune, venendo avvolta dalla luce, e, diventata Shiny Luminous, si presenta al nemico.

- Cuore Magico Brillante (ハーティエル・アンクション?, Hātieru Ankushon, Heartiel Action): è l'attacco di Shiny Luminous. Facendo ruotare la Heartiel Baton, crea un cuore brillante, che viene scagliato contro il nemico e allontana le tenebre, bloccandolo. Può ridonare le forze alle Pretty Cure.

- Barriera difensiva: è un potere difensivo donato a Shiny Luminous da Lulun a partire dall'episodio 30. Il potere dei Cuori Magici crea la Heartiel Brooch, che sprigiona una barriera difensiva in caso di necessità.

### In gruppo
- Luminario (エキストリーム・ルミナリオ?, Ekisutorīmu Ruminario, Extreme Luminario): è l'attacco di Cure Black, Cure White e Shiny Luminous. Le Pretty Cure vengono investite dal raggio di luce di Shiny Luminous con la Heartiel Baton, e tutte e tre creano un cuore arcobaleno, che viene scagliato contro il nemico.

[Black] 漲る勇気！ (Coraggio straripante!)

[White] 溢れる希望！ (Speranza traboccante!)

[Luminous] 光輝く絆とともに！ (Insieme all'abbraccio splendente della luce!)

[Black, White] エキストリーム⋯ (Extreme…)

[Black] Adesso! La forza del coraggio!

[White] Il potere della speranza!

[Luminous] Uniti allo splendore della luce che è in me:

[Black, White] insieme energia assoluta!

- Luminario Estremo (エキストリーム・ルミナリオ・マックス?, Ekisutorīmu Ruminario Makkusu, Extreme Luminario Max): è l'attacco di Cure Black e Cure White, con l'ausilio dei Bracciali di Scintille, e Shiny Luminous, eseguito tutte insieme nell'episodio 47. Le Pretty Cure vengono investite dal raggio di luce di Shiny Luminous con la Heartiel Baton, e tutte e tre creano un cuore arcobaleno, che viene scagliato contro il nemico, causando un'enorme esplosione.

[Black] 漲る勇気！ (Coraggio straripante!)

[White] 溢れる希望！ (Speranza traboccante!)

[Luminous] 光輝く絆とともに！ (Insieme all'abbraccio splendente della luce!)

[Black, White] エキストリーム⋯ (Extreme…)

[Luminous] ルミナリオ！ (Luminario!)

[Black] La forza del coraggio!

[White] Il potere della speranza!

[Luminous] Uniti allo splendore della luce che è in me:

[Black, White] insieme energia assoluta!

[Luminous] Luminario!

## Episodi

### Sigle
La sigla originale di apertura è composta da Yasuo Kosugi, la prima di chiusura da Naoki Satō e la seconda di chiusura da Kōji Mase; i testi sono di Kumiko Aoki. La sigla italiana, invece, interpretata per Rai Trade con testo di Bruno Tibaldi, segue lo stesso arrangiamento della sigla di testa giapponese, sia in apertura che in chiusura.
Sigla di apertura
- DANZEN! Futari wa Pretty Cure (Ver. Max Heart) (ＤＡＮＺＥＮ！ふたりはプリキュア （Ｖｅｒ．ＭａｘＨｅａｒｔ）?), cantata da Mayumi Gojō

Sigla di chiusura
- Muri muri?! Ari ari!! IN jana~i?! (ムリムリ？！ありあり！！ＩＮじゃぁな～い？！?), cantata da Mayumi Gojō e Young Fresh (ep. 1-36)
- Wonder☆Winter☆Yatta!! (ワンダー☆ウィンター☆ヤッター！！?), cantata da Mayumi Gojō (ep. 37-47)

Sigla di apertura e di chiusura italiana
- Pretty Cure Max Heart, versione italiana di DANZEN! Futari wa Pretty Cure (Ver. Max Heart), cantata da Giorgia Alissandri

Del video della prima sigla di coda sono state realizzate due versioni: nella prima, sopra uno sfondo colorato con Mipple, Mepple e Pollun, scorrono immagini dell'episodio in un riquadro che si sposta al cambio dell'inquadratura; nella seconda, Nagisa, Honoka e le loro compagne di scuola camminano per la città e sui maxischermi dei palazzi o nelle televisioni dei negozi vengono mostrate alcune sequenze dell'episodio.

### Distribuzione
In Giappone la serie è stata raccolta in una collezione di 12 VHS e 12 DVD sia da Marvelous Entertainment che Pony Canyon tra il 21 settembre 2005 e il 18 agosto 2006. Nei primi 11 DVD sono presenti quattro episodi, mentre nell'ultimo solo tre. Il 21 dicembre 2011 e il 18 gennaio 2012 la serie è stata raccolta in due DVD-BOX e il 26 luglio 2023 in un cofanetto Blu-ray.
Il 16 giugno 2021 è stato pubblicato, sia in DVD che in Blu-ray, uno special dal titolo Futari wa Pretty Cure Max Heart - sōshūhen: ~Arigatou & aishiteru 2021 edition~ (ふたりはプリキュア ＭａｘＨｅａｒｔ 総集編 ～ありがとう＆あいしてる ２０２１ｅｄｉｔｉｏｎ～?) che condensa tutti i 47 episodi in 310 minuti riassumendo la trama della serie.

## Film
| Titolo | Prima visione                | Prima visione         |
| Titolo | Giapponese (cinematografica) | Italiano (televisiva) |
| --- | ---------------------------- | --------------------- |
| Eiga Futari wa Pretty Cure Max Heart (映画 ふたりはプリキュア ＭａｘＨｅａｒｔ?, Eiga Futari wa Purikyua Makkusu Hāto) | 16 aprile 2005               | –                     |
| Pretty Cure Max Heart 2 - Amici per sempre (映画 ふたりはプリキュア ＭａｘＨｅａｒｔ２ 雪空のともだち?, Eiga Futari wa Purikyua Makkusu Hāto 2 Yukizora no tomodachi, Eiga Futari wa Pretty Cure Max Heart 2 - Yukizora no tomodachi)                 | 10 dicembre 2005             | 30 ottobre 2010       |
| Pretty Cure All Stars GoGo Dream Live! (ちょ～短編 プリキュアオールスターズ ＧｏＧｏドリームライブ！?, Cho~ Tanpen Purikyua Ōru Sutāzu GoGo Dorīmu Raibu!)                                                                                            | 8 novembre 2008              | –                     |
| Eiga Pretty Cure All Stars DX - Minna tomodachi ☆ Kiseki no zenin daishūgō! (映画 プリキュアオールスターズＤＸ みんなともだちっ☆奇跡の全員大集合！?, Eiga Purikyua Ōru Sutāzu DX Minna tomodachi ☆ Kiseki no zenin daishūgō!)                         | 20 marzo 2009                | –                     |
| Eiga Pretty Cure All Stars DX 2 - Kibō no hikari ☆ Rainbow Jewel wo mamore! (映画 プリキュアオールスターズＤＸ２ 希望の光☆レインボージュエルを守れ！?, Eiga Purikyua Ōru Sutāzu DX 2 Kibō no hikari ☆ Reinbō Jueru wo mamore!)                        | 20 marzo 2010                | –                     |
| Eiga Pretty Cure All Stars DX 3 - Mirai ni todoke! Sekai wo tsunagu ☆ Niji-iro no hana (映画 プリキュアオールスターズＤＸ３ 未来にとどけ！世界をつなぐ☆虹色の花?, Eiga Purikyua Ōru Sutāzu DX 3 Mirai ni todoke! Sekai wo tsunagu ☆ Niji-iro no hana) | 19 marzo 2011                | –                     |
| Eiga Pretty Cure All Stars New Stage - Mirai no tomodachi (映画 プリキュアオールスターズＮｅｗＳｔａｇｅ みらいのともだち?, Eiga Purikyua Ōru Sutāzu New Stage Mirai no tomodachi)                                                                    | 17 marzo 2012                | –                     |
| Eiga Pretty Cure All Stars New Stage 2 - Kokoro no tomodachi (映画 プリキュアオールスターズＮｅｗＳｔａｇｅ２ こころのともだち?, Eiga Purikyua Ōru Sutāzu New Stage 2 Kokoro no tomodachi)                                                            | 16 marzo 2013                | –                     |
| Eiga Pretty Cure All Stars New Stage 3 - Eien no tomodachi (映画 プリキュアオールスターズＮｅｗＳｔａｇｅ３ 永遠のともだち?, Eiga Purikyua Ōru Sutāzu New Stage 3 Eien no tomodachi)                                                                  | 15 marzo 2014                | –                     |
| Eiga Pretty Cure All Stars - Haru no carnival♪ (映画 プリキュアオールスターズ 春のカーニバル♪?, Eiga Purikyua Ōru Sutāzu Haru no kānibaru♪) | 14 marzo 2015                | –                     |
| Eiga Pretty Cure All Stars - Minna de utau♪ Kiseki no mahō! (映画 プリキュアオールスターズ みんなで歌う♪奇跡の魔法！?, Eiga Purikyua Ōru Sutāzu Minna de utau♪ Kiseki no mahō!)                                                                       | 19 marzo 2016                | –                     |
| Eiga HUGtto! Pretty Cure ♡ Futari wa Pretty Cure - All Stars Memories (映画 ＨＵＧっと！プリキュア♡ふたりはプリキュア オールスターズメモリーズ?, Eiga HUGtto! Purikyua ♡ Futari wa Purikyua Ōru Sutāzu Memorīzu)                                      | 27 ottobre 2018              | –                     |
| Eiga Pretty Cure All Stars F (映画 プリキュアオールスターズＦ?, Eiga Purikyua Ōru Sutāzu F) | 15 settembre 2023            | –                     |

## Manga
Il manga di Pretty Cure Max Heart, disegnato da Futago Kamikita, è stato serializzato sulla rivista Nakayoshi di Kōdansha da marzo 2005 a febbraio 2006, saltando il mese di settembre 2005. Le storie raccontate negli undici capitoli fanno da contorno all'anime e narrano la vita quotidiana delle protagoniste, senza combattimenti. Nonostante la serie cambi nome, la numerazione dei capitoli prosegue quella di Pretty Cure, andando quindi dal numero 12 al 22. Il secondo capitolo della serie, contrassegnato dal numero 13 e pubblicato nel numero di aprile 2005, è stato incluso come storia bonus nel tankōbon del manga di Eiga Futari wa Pretty Cure Max Heart. I capitoli sono stati raccolti per la prima volta in un unico volume il 1º dicembre 2014.
| Nº    | Titolo italiano Giapponese 「Kanji」 - Rōmaji                                                             | Data di prima pubblicazione             | Data di prima pubblicazione |
| Nº    | Titolo italiano Giapponese 「Kanji」 - Rōmaji                                                             | Giapponese                              |                             |
| Unico | Futari wa Pretty Cure Max Heart 「ふたりはプリキュア ＭａｘＨｅａｒｔ」 - Futari wa Purikyua Makkusu Hāto | 1º dicembre 2014 ISBN 978-4-06-337815-3 |                             |

### Altre pubblicazioni
L'8 ottobre 2005 e il 12 maggio 2006 la Kōdansha ha pubblicato in Giappone Futari wa Pretty Cure Max Heart: Visual Fan Book Vol. 1 (ふたりはプリキュアマックスハート ビジュアルファンブックＶｏｌ．１?, Futari wa Purikyua Makkusu Hāto Bijuaru Fan Bukku Vol. 1) con ISBN 4-06-314663-4 e Futari wa Pretty Cure Max Heart: Visual Fan Book Vol. 2 (ふたりはプリキュアマックスハート ビジュアルファンブックＶｏｌ．２?, Futari wa Purikyua Makkusu Hāto Bijuaru Fan Bukku Vol. 2) con ISBN 4-06-314665-0, due libri dedicati alla serie contenenti alcune immagini e i retroscena dello sviluppo, oltre a una storia nuova a colori di Futago Kamikita in ciascun volume.
Il 19 ottobre 2017 è stato pubblicato un romanzo scritto da Akiko Inoue e illustrato da Akira Inagami con ISBN 978-4-06-314882-4 che racconta in dettaglio quando Nagisa è diventata capitano della sua squadra di lacrosse, Honoka presidentessa del club di scienze e Hikari spaesata tra l'essere divisa e unita alla Regina della Luce mentre lavora al Tako Café, e approfondisce la loro vita quotidiana.

## CD e videogiochi
Durante il corso della serie sono stati pubblicati diversi CD e raccolte, sia di brani musicali che di colonna sonora, da Marvelous Entertainment. I videogiochi, invece, sono stati distribuiti da Bandai.
| Nº | Titolo CD | Numero tracce | Data uscita      |
| -- | --- | ------------- | ---------------- |
| 1  | Danzen! Futari wa Pretty Cure (Ver. Max Heart) (ＤＡＮＺＥＮ！ふたりはプリキュア （Ｖｅｒ．ＭａｘＨｅａｒｔ）?) | 4             | 25 febbraio 2005 |
| 2  | Futari wa Pretty Cure Max Heart - Character Mini-Album: Nagisa Misumi (Cure Black) (ふたりはプリキュア ＭａｘＨｅａｒｔ キャラクターミニアルバム 美墨なぎさ（キュアブラック）?)                                          | 8             | 22 luglio 2005   |
| 3  | Futari wa Pretty Cure Max Heart - Character Mini-Album: Honoka Yukishiro (Cure White) (ふたりはプリキュア ＭａｘＨｅａｒｔ キャラクターミニアルバム 雪城ほのか（キュアホワイト）?)                                       | 8             | 22 luglio 2005   |
| 4  | Futari wa Pretty Cure Max Heart - Character Mini-Album: Hikari Kujo (Shiny Luminous) (ふたりはプリキュア ＭａｘＨｅａｒｔ キャラクターミニアルバム 九条ひかり（シャイニールミナス）?)                                    | 8             | 24 agosto 2005   |
| 5  | Futari wa Pretty Cure Max Heart - VOCAL Album: EXTREME VOCAL LUMINARIO!! ~Onaji yumemite~ (ふたりはプリキュア ＭａｘＨｅａｒｔ ＶＯＣＡＬアルバム ＥＸＴＲＥＭＥ ＶＯＣＡＬ ＬＵＭＩＮＡＲＩＯ！！ ～同じ夢見て～?)      | 11            | 21 ottobre 2005  |
| 6  | Wonder☆Winter☆Yatta!! (ワンダー☆ウィンター☆ヤッター！！?) | 4             | 23 novembre 2005 |
| 7  | Futari wa Pretty Cure Max Heart - Vocal Album II: ~"A" kara hajimaru ai kotoba~ (ふたりはプリキュア ＭａｘＨｅａｒｔ ＶｏｃａｌアルバムＩＩ ～「あ」から始まる愛コトバ～?)                                               | 14            | 22 dicembre 2005 |
| 8  | Futari wa Pretty Cure Max Heart - Original Soundtrack: Pretty Cure Sound Screw! Max!! Spark!! (ふたりはプリキュア ＭａｘＨｅａｒｔ オリジナル・サウンドトラック プリキュアサウンドスクリュー！Ｍａｘ！！Ｓｐａｒｋ！！?) | 39            | 25 gennaio 2006  |
| 9  | Futari wa Pretty Cure Max Heart - Vocal Best!! (ふたりはプリキュア ＭａｘＨｅａｒｔ ボーカルベスト！！?) | 16            | 25 maggio 2006   |
| 10 | Precure 5th ANNIVERSARY: Precure Vocal BOX 1 ~Hikari no shō~ (プリキュア ５ｔｈ ＡＮＮＩＶＥＲＳＡＲＹ プリキュアボーカルＢＯＸ１ ～光の章～?)                                                                           | 63            | 6 agosto 2008    |
| 11 | Precure 5th ANNIVERSARY: Precure Vocal BOX 2 ~Kibō no shō~ (プリキュア ５ｔｈ ＡＮＮＩＶＥＲＳＡＲＹ プリキュアボーカルＢＯＸ２ ～希望の章～?)                                                                           | 62            | 3 dicembre 2008  |
| 12 | Futari wa Pretty Cure Max Heart - Memorial Vocal Selection (ふたりはプリキュア ＭａｘＨｅａｒｔ メモリアルボーカルセレクション?)                                                                                         | 16            | 20 luglio 2011   |
| 13 | Precure Vocal Best BOX (プリキュア ボーカルベストＢＯＸ?) | 240           | 4 settembre 2013 |
| 14 | Precure Colorful Collection: Lovely♥Pink (プリキュアカラフルコレクション ラブリー♥ピンク?) | 33            | 17 dicembre 2014 |
| 15 | Precure Colorful Collection: Kirakira☆Citrus (プリキュアカラフルコレクション キラキラ☆シトラス?) | 27            | 17 dicembre 2014 |
| 16 | Precure Colorful Collection: Happy♪Red&White (プリキュアカラフルコレクション ハッピー♪レッド＆ホワイト?) | 31            | 17 dicembre 2014 |
| 17 | Precure Opening Theme Collection 2004~2016 (プリキュア オープニングテーマコレクション２００４～２０１６?) | 15            | 3 agosto 2016    |
| 18 | Precure Ending Theme Collection 2004~2016 (プリキュア エンディングテーマコレクション２００４～２０１６?) | 25            | 25 gennaio 2017  |

| Nº | Titolo videogioco | Piattaforma      | Data uscita      |
| -- | --- | ---------------- | ---------------- |
| 1  | Futari wa Pretty Cure Max Heart: Maji? Maji!? Fight de IN janai (ふたりはプリキュア ＭａｘＨｅａｒｔ マジ？マジ！？ファイトｄｅ ＩＮ じゃない?)                                            | Game Boy Advance | 28 luglio 2005   |
| 2  | Futari wa Pretty Cure Max Heart (ふたりはプリキュア ＭａｘＨｅａｒｔ?) | Sega Beena       | 6 agosto 2005    |
| 3  | Futari wa Pretty Cure Max Heart: DANZEN! DS de Pretty Cure chikara wo awasete dai battle!! (ふたりはプリキュア ＭａｘＨｅａｒｔ ＤＡＮＺＥＮ！ ＤＳでプリキュア 力を合わせて大バトル！！?) | Nintendo DS      | 1º dicembre 2005 |

## Trasmissioni e adattamenti nel mondo
Pretty Cure Max Heart è stato trasmesso, oltre che in Giappone e in Italia, anche in diversi Paesi in tutto il mondo.
| Stato            | Rete televisiva / piattaforma streaming | Data 1ª TV/streaming              |
| ---------------- | --------------------------------------- | --------------------------------- |
| Albania          | Bang Bang                               | 7 agosto – 9 settembre 2015       |
| America del Nord | Crunchyroll                             | 4 settembre 2024                  |
| America del Sud  | Crunchyroll                             | 4 settembre 2024                  |
| Australia        | Crunchyroll                             | 4 settembre 2024                  |
| Corea del Sud    | SBS, Champ TV, Anione TV                | 16 luglio 2007 – 20 maggio 2008   |
| Francia          | ADN (Anime Digital Network)             | 26 novembre 2020                  |
| Germania         | Crunchyroll                             | 4 settembre 2024                  |
| Hong Kong        | TVB                                     | 23 ottobre 2007 – 1º aprile 2008  |
| Indonesia        | Indosiar, RCTI, Spacetoon               | 2008                              |
| Irlanda          | Crunchyroll                             | 4 settembre 2024                  |
| Medio Oriente    | Crunchyroll                             | 4 settembre 2024                  |
| Nord Africa      | Crunchyroll                             | 4 settembre 2024                  |
| Nuova Zelanda    | Crunchyroll                             | 4 settembre 2024                  |
| Portogallo       | Crunchyroll                             | 4 settembre 2024                  |
| Regno Unito      | Crunchyroll                             | 4 settembre 2024                  |
| Russia           | Crunchyroll                             | 4 settembre 2024                  |
| Singapore        | MediaCorp TV                            | 21 luglio 2007 – 7 giugno 2008    |
| Spagna           | Cuatro, Clan TVE, Jetix                 | 2007                              |
| Sudafrica        | Crunchyroll                             | 4 settembre 2024                  |
| Taiwan           | YOYO TV                                 | 9 dicembre 2006 – 27 ottobre 2007 |
| Thailandia       | Modern Nine TV                          | 28 gennaio – 8 luglio 2007        |

In Spagna le sigle vengono cantate in lingua spagnola e sono stati mantenuti i nomi originali, tranne Shiny Luminous, che viene chiamata Shiny Luminosa; le trasformazioni e gli attacchi sono tradotti. In America del Nord, America del Sud, Australia, Francia, Germania, Irlanda, Medio Oriente, Nord Africa, Nuova Zelanda, Portogallo, Regno Unito, Russia e Sudafrica, invece, la serie è stata resa disponibile in streaming in versione sottotitolata in lingua locale.
In Corea del Sud le sigle sono tradotte in coreano e restano invariate le formule di trasformazione e gli attacchi, ma viene eliminato ogni riferimento al Giappone e cambiano tutti i nomi dei personaggi: Nagisa si chiama Mook Ha-ram (묵하람?), Honoka Baek Shi-yeon (백시연?) e Hikari Lee Ye-bin (이예빈?).
L'adattamento adottato a Taiwan, in cinese, rende la parola Cure con il carattere 天使S (Tiānshǐ), che significa "Angelo", nei nomi delle protagoniste, e con i caratteri 光之美少女ＭａｘＨｅａｒｔS (Guāng zhīměi shàonǚ Max Heart, lett. "Ragazze della Luce Max Heart") il titolo della serie. Gli episodi, oltre ad essere doppiati, sono anche sottotitolati e hanno entrambe le sigle in mandarino; le trasformazioni e gli attacchi sono tradotti. A Hong Kong, i nomi presentano gli stessi ideogrammi degli originali, ma cambia la pronuncia, e trasformazioni e attacchi sono tradotti; il testo della sigla di apertura è di Chen Li Heng ed è cantata dalle Twins. In Indonesia, a differenza della serie precedente, ha conservato le sigle nipponiche; sono stati mantenuti i nomi originali dei personaggi, delle formule di trasformazione e degli attacchi.
In Thailandia, l'adattamento modifica leggermente il nome della serie in มหัศจรรย์สาวน้อย พริตตี้เคียว แมกซ์ฮาร์ต (lett. "Miracolose Pretty Cure Max Heart"), ma conserva i nomi originali, anche i suffissi onorifici giapponesi come -chan e -san. Il doppiaggio non mantiene il labiale dei personaggi, sovrapponendo a volte le voci. Un episodio dura all'incirca 40-43 minuti, per via degli intermezzi pubblicitari.